# Cseh biliárd
A cseh biliárd a négygolyós karambolok egyik formája, melyet lyukak nélküli biliárdasztalon játszanak.

## Játékszabály
A játékot (lyuk nélküli) karambolasztalon játsszák, 4 db normálméretű (60,3 - 61,5 mm) karambol golyó szükséges hozzá – bármilyen színűek lehetnek, lényeg, hogy meg lehessen őket különböztetni (a cseh golyók: fehér, pontozott fehér, piros, kék – a leírásban ezek a színek szerepelnek).
A játék menete lényegében ugyanaz, mint a háromgolyós karambol szabadjáték verziója esetén, csak itt a lökő golyón kívüli három golyó közül bármely kettőt kell érintenie a lökő golyónak. Továbbá mindig a piros golyó a lökő golyó, a többi három szabadon használható célgolyóként.
A játék célja minél több karambol (lásd lejjebb) elérése egymást követő lökésekben, illetve egy vagy több lökéssorozattal az ellenfelet megelőzve elérni az előre meghatározott pontszámot.

### Kezdőállás
- az egyik fehér golyót a hossztengely egyik negyedelő pontjába;
- a másik fehér golyót a hossztengely másik negyedelő pontjába;
- a piros és a kék golyót valamelyik fehér golyó két oldalára (a negyedelő ponton átmenő hossztengelyre merőleges egyenesre) tőle minimum 1, maximum 2 golyónyi távolságra kell helyezni.

Kezdőállásból az első karambolt a piros golyóval, mint lökő golyóval, a másik oldali fehér golyót megcélozva – közvetlenül vagy falról – kell megcsinálni.

### Karambol
Karambolt akkor teljesít a játékos, ha a lökő golyója érintkezik a három másik golyó közül legalább kettővel (kettős karambol, ha kettővel, hármas karambol, ha hárommal).

### Lökéssorozat
Egy játékos addig lökhet folyamatosan, amíg karambolt tud „csinálni”, vagy el nem éri a győzelemhez szükséges pontszámot (például 40 pont), ha hibázik (nem „csinál” karambolt, kilöki az asztalról valamely golyót, a dákóbőrön kívül bármi mással megérinti valamely golyót stb.), ellenfele folytathatja a játékot.

### Pontozás
- kettős karambol esetén 1 pont a lökő játékosnak, illetve amennyiben a lökő golyó még a golyókkal való érintkezés előtt falat ért, úgy ez esetben 2 pont a lökő játékosnak;
- hármas karambol esetén 10 pont a lökő játékosnak, illetve amennyiben a lökő golyó még a golyókkal való érintkezés előtt falat ért, úgy ilyenkor 20 pont a lökő játékosnak.

Ha a golyók kiugranak az asztalról, vagy összetapadnak, mind a négy golyót kezdőállásba kell helyezni – előbbinél az ellenfél, utóbbinál viszont az eddig lökő folytathatja a játékot.